# گربه سیاه

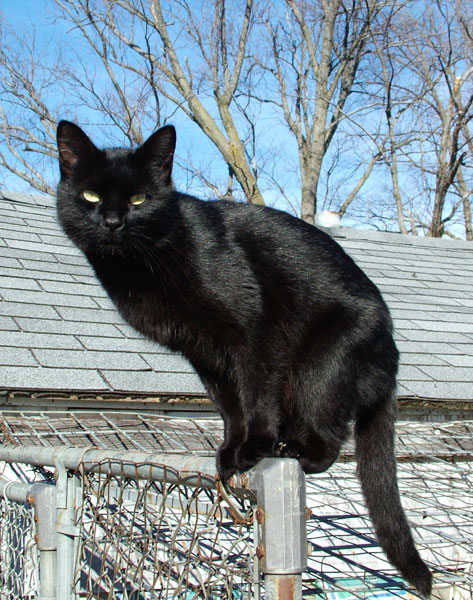
یک گربهٔ سیاه روی حصار در حال استراحت است.

گربه سیاه یک گربه با خز سیاه است که ممکن است ترکیب یا نژاد خاصی باشد یا ممکن است گربه‌ای معمولی بدون نژاد خاص باشد. انجمن دوستداران گربه‌ها ۲۲ نژاد را که ممکن است خز کاملاً سیاه داشته باشند شناسایی کرده است. نژاد بمبئی به طور اخص سیاه است. رنگدانه‌های خزهای تمام‌مشکی بین گربه‌های مذکر تا گربه‌های مؤنث رایج‌تر است. ملانین بالای رنگدانه‌های بیشتر گربه‌های سیاه باعث می‌شود که این گربه‌ها عنبیهٔ چشم زردرنگ (طلایی) داشته باشند.